# Wiebesia vidua
Wiebesia vidua är en stekelart som först beskrevs av Wiebes 1980.  Wiebesia vidua ingår i släktet Wiebesia och familjen fikonsteklar. Inga underarter finns listade i Catalogue of Life.